# Warrenton (Georgia)
Warrenton település az Amerikai Egyesült Államok Georgia államában, Warren megyében, melynek megyeszékhelye is. Lakosainak száma 1744 fő (2020. április 1.).

## Népesség
A település népességének változása:

| 2010 | 1 937 |
| 2020 | 1 744 |